# Cíngulo de la Theotokos

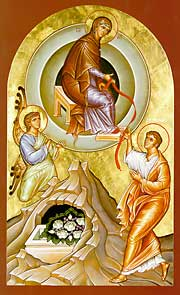
Icono de la representación de la Theotokos dando su cíngulo a Tomás Apóstol. A continuación se muestra una representación estilizada de la Tumba de María, con flores sobre el sarcófago

El cíngulo de la Theotokos es una supuesta reliquia de la Theotokos, Virgen María en griego, ahora en el monasterio de Vatopedi en el Monte Athos, en Grecia, que es venerado por algunos miembros de la Iglesia ortodoxa. La palabra «cíngulo», en griego zone, a veces también se traduce como «cinturón», «faja» o  «ceñidor». Es el equivalente ortodoxo del Sagrado cíngulo en la Iglesia ortodoxa, y la Faja sagrada de la Iglesia ortodoxa de Siria.

## Tradición
Según la Sagrada Tradición de la Iglesia ortodoxa, en el momento de su  Dormición, la Theotokos fue enterrada por los  Doce Apóstoles en Jerusalén. Tres días después, el apóstol Tomás, que se había retrasado y no podía asistir al funeral, llegó y pidió echar una última mirada a la Virgen María. Cuando él y los otros apóstoles llegaron a la  tumba de María, encontraron que su cuerpo había desaparecido. Según algunos relatos, la  Virgen María se apareció en ese momento y le dio su cinturón (cíngulo) al Apóstol Tomás. No hay evidencia bíblica de este evento, ni la reliquia es objeto de ningún pronunciamiento de los Concilios Ecuménicos o de los Santos Padres. Su historia antes del reinado de Justiniano en el siglo VI es desconocida.
Tradicionalmente, el cíngulo fue hecho por la propia Virgen María, con pelo de camello. Se mantuvo en Jerusalén durante muchos años, hasta que fue trasladado a Constantinopla en el siglo V, junto con la túnica de la Virgen María, y depositado en la iglesia de Santa María de las Blanquernas. Esta reliquia fue bordada con hilo de oro por la emperatriz Zoe, la esposa del emperador  León VI, en agradecimiento por una cura milagrosa.

## Otras tradiciones

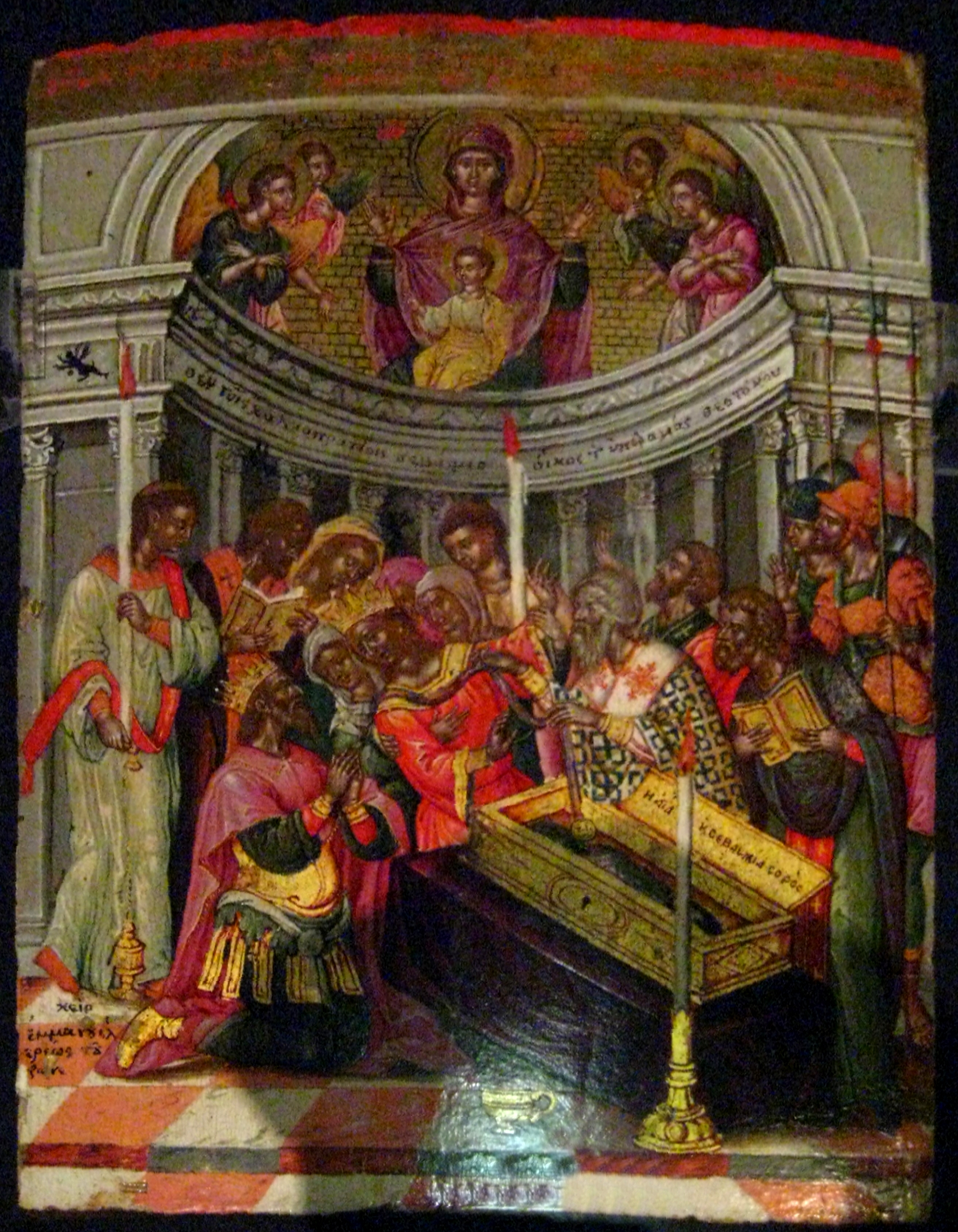
Emmanuel Tzanes. El Milagro del Cinturón Sagrado (2ª mitad del, Museo Benaki).

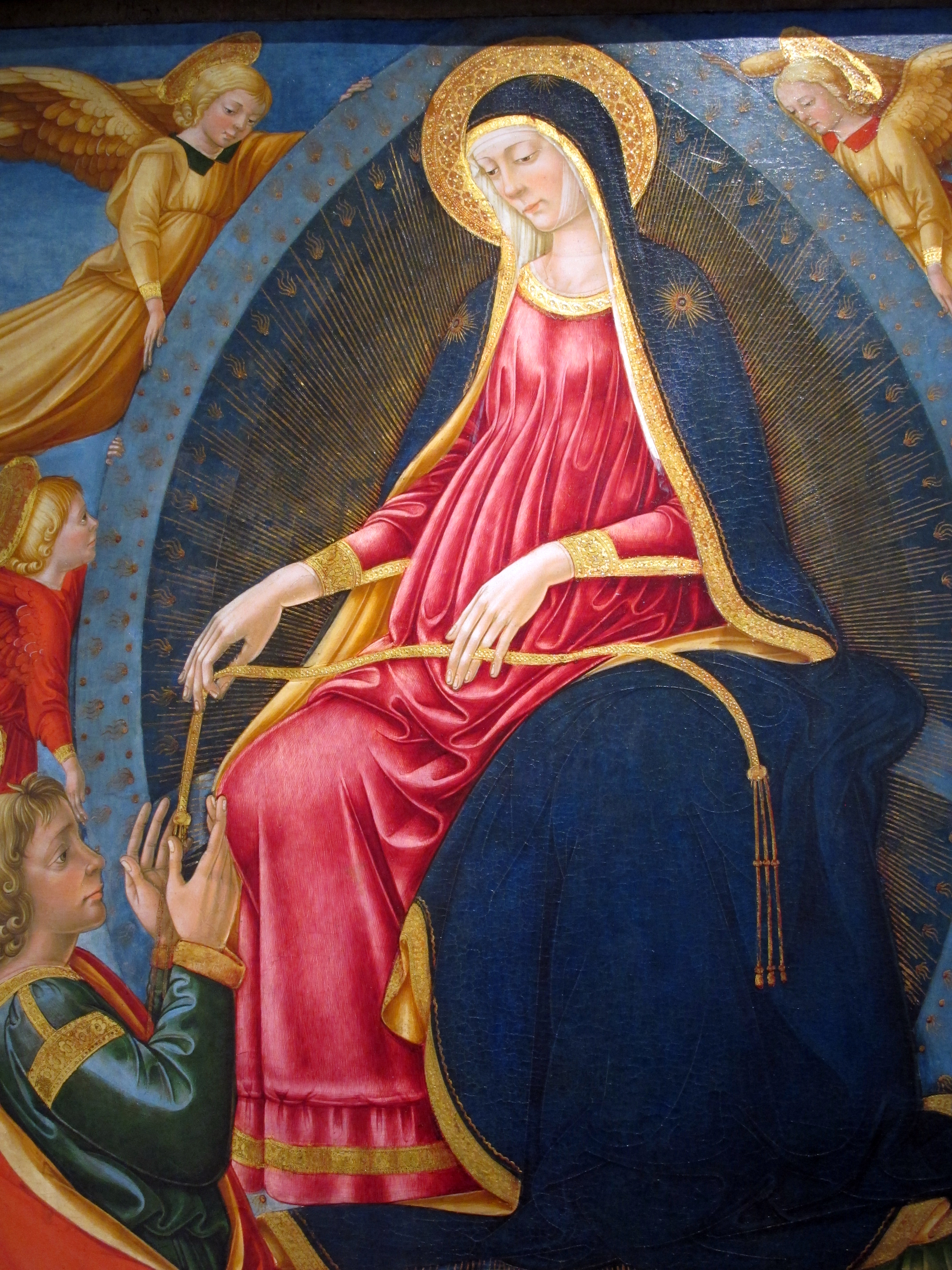
Existe una leyenda ortodoxa y católica de que la Virgen se apareció al apóstol Tomás y le arrojó en soledad su cinturón desde el cielo. La trama se difunde en la pintura católica. La imagen de la obra Neri di Beechi, alrededor de 1470-1475. Museo Diocesano en San Miniato

Hasta finales del siglo IX no hay referencias escritas sobre el Cíngulo de la Virgen. Hay dos historias sobre el origen de un cíngulo: una de ellas en la Minología de Basilio II, otra en Sinaksar de la Iglesia de Constantinopla, ambas fuentes del siglo X.
El sinaxar de la iglesia de Constantinopla del siglo X informa que el cinturón de la Virgen fue depositado en la ciudad de Zilla (Ζήλα), y que el emperador Justino II (565-578) lo trasladó de Zilla en Constantinopla a la Iglesia de la Calcopracía, en un lugar adecuado para el templo del cíngulo. Para ello se dispuso la Capilla separada de Agia Soros (Arca Sagrada; ver también Agiosoritissa).
A finales del siglo IX Joseph el Cancionero (?-883) escribió un canon para una fiesta sobre la existencia de un cinturón del icono de la Agiosoritissa.
En el Menologio de Basilio II se cuenta que el cinturón y la túnica de la Virgen fueron llevados a Jerusalén; en la época del emperador Arcadi (395-408) el cinturón fue transferido a Constantinopla desde Jerusalén y está colocado en una pequeña arca. La tradición afirma que la cuarta esposa del emperador León VI (886-912), Zoe Karbonopsina, estaba poseída por un demonio y durante un sueño tuvo una visión. En la visión, Zoe Karbonopsina fue informada de que recibiría la curación de un cinturón. León VI abrió el arca, sacó el cinturón y se lo dio al patriarca. El patriarca extendió el cinturón sobre la cabeza de Zoe y, después de que Zoe recibiera la curación, el espíritu inmundo salió de ella. Entonces, el cinturón fue colocado en un arca dorada con un sello real.
Después de estos eventos el patriarca Euphimiah (907-912) hizo un Encomio para la adoración de un honesto cinturón de la Sagrada Virgen y en la actualización de su templo en la Calcopratía.
Como informa Nicéforo Calixto Xantopoulos en el libro Historia de la Iglesia, escrito en el siglo XIV, el cinturón fue almacenado junto con la leche de la Virgen en Calcuta.
La propia celebración en honor de su posición en la Calcopratia ha adquirido una solemnidad aún mayor (en los meses en que está marcada por el signo "pequeña fiesta").

## Colocación del cíngulo

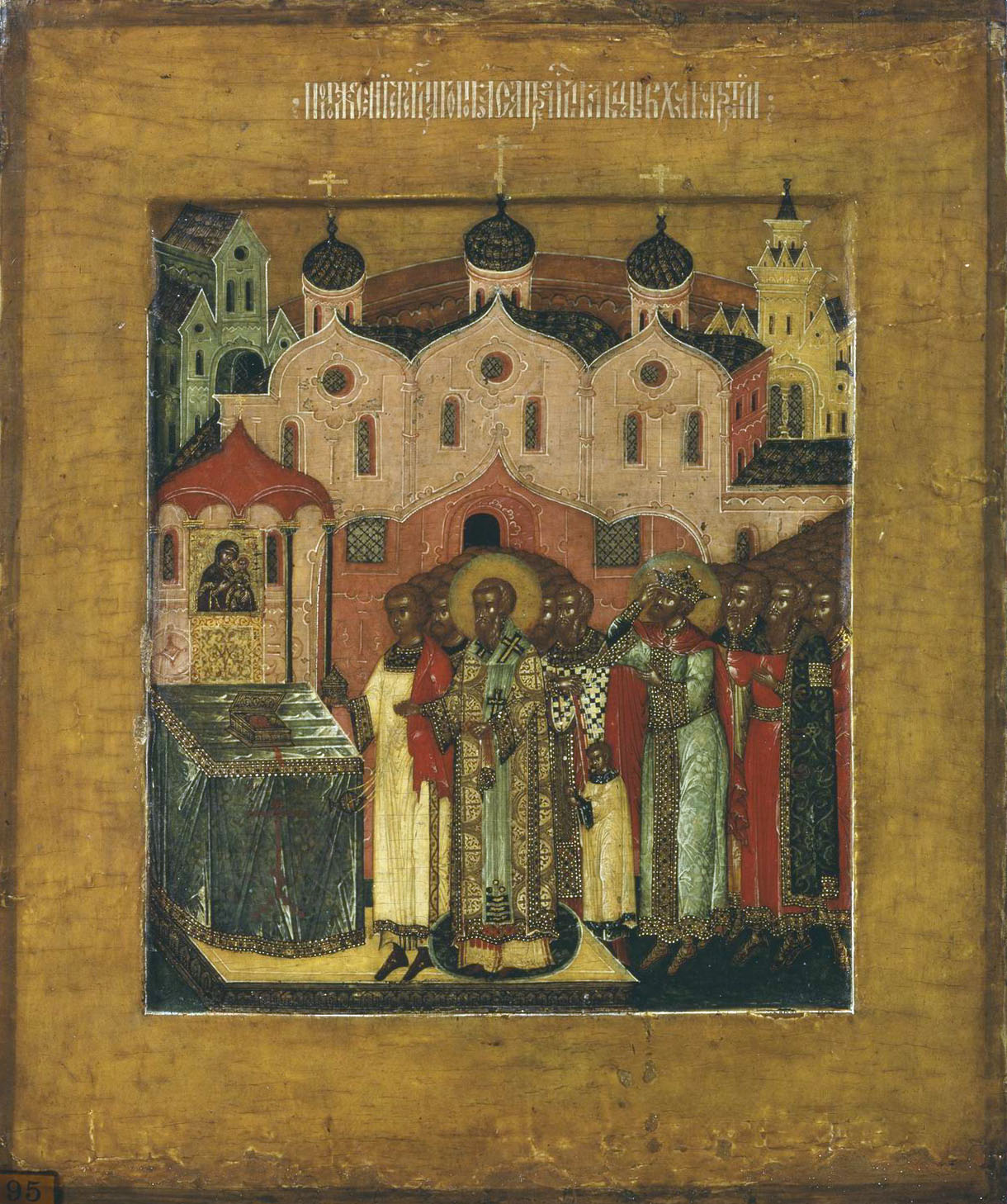
Colocación del Cíngulo de la santísima Theotokos (icono ruso)

Durante el reinado del emperador Manuel I Comneno (1143-1180) en el siglo XII, se estableció un día oficial de fiesta para el «Cíngulo», el 31 de agosto en el calendario litúrgico ortodoxo oriental.
Más tarde, el emperador Juan VI Cantacuceno (1347-1355) donó el cíngulo al Monasterio de Vatopedi en el Monte Athos, donde permanece hasta hoy, en un relicario de plata de fabricación más reciente que representa el Monasterio.

## Veneración pública
En el otoño de 2011, el venerado objeto fue llevado a Rusia para permitir a los peregrinos cristianos ortodoxos rusos reverenciarlo en diferentes ciudades. En San Petersburgo atrajo a cantidad de personas tal que llegaron a formar una cola de 2 km de largo frente al Convento de la Resurrección en Moskovsky Prospect, bloqueando virtualmente el tráfico automovilístico en las calles adyacentes, con un total de 200 000personas, siendo el presidente ruso Vladímir Putin uno de los primeros. La segunda ciudad fue Ekaterimburgo, a la que acudieron unas 150 000 personas de los territorios cercanos, incluido el gobernador regional Alexander Misharin. Las siguientes ciudades fueron Norilsk, con 50 000 allegados, un cuarto de la población de la península de Taymyr, y Vladivostok.